# Тепляков, Владимир Александрович
Владимир Александрович Тепляков (6 ноября 1925, Тамбов — 10 декабря 2009, Протвино, Московская область) — советский учёный в области физики ускорителей, изобретатель высокочастотной квадрупольной фокусировки в линейных ускорителях. Заслуженный деятель науки и техники Российской Федерации (1995), профессор, доктор технических наук. Почётный гражданин города Протвино.

## Биография
Родился в Тамбове 6 ноября 1925 года. В школе увлекался радиотехникой. В 17 лет в январе 1943 года был призван на военную службу. В составе 3-го Украинского фронта участвовал в освобождении Правобережной Украины, Молдавии и стран юго-восточной Европы. За личное мужество награждён медалью «За отвагу» и Орденом Славы 3-й степени. За участие в Венской стратегической операции награждён медалью «За взятие Вены».
После войны за год окончил Всесоюзный заочный политехнический институт и начал работать в Институте химической физики АН СССР в лаборатории специалиста по радиолокации, начавшего исследования, связанные с ускорением заряженных частиц Б. К. Шембеля; в это время для обеспечения советского атомного проекта Институт получил задание правительства разработать мощный ускоритель ионов, работающий в непрерывном режиме. Такой ускоритель мог бы создать поток нейтронов для переработки урана в оружейный плутоний. Уже в самом начале работы В. А. Тепляков предложил разделить ускоритель на две части, работающие на разных частотах, причем начальную часть делать на четвертьволновых коаксиальных резонаторах. В дальнейшем эти идеи получили развитие в линейном ускорителе нового типа.
Тем временем плутоний стали получать в атомных реакторах, а группу Б. К. Шембеля переориентировали на разработку ускорителя для термоядерного синтеза и перевели на Урал в Челябинск-50 (ныне г. Снежинск) в только что созданный ядерный центр НИИ-1011 (позднейшие названия: ВНИИ приборостроения, ВНИИ технической физики). В отделе В. А. Теплякова сложился коллектив талантливых ученых и конструкторов, смело выдвигающих и реализующих «в железе» новые идеи. Вместе с Г. М. Анисимовым, В. А. Тепляков предложил принцип фокусировки ионов ускоряющим полем, который бы позволил отказаться от энергозатратной фокусировки магнитными соленоидами. К середине 60-х годов под руководством В. А. Теплякова был создан принципиально новый ускоритель с Н-резонатором, нагруженным электродами квадрупольной фокусировки.
С 1966 года этот проект был успешно продолжен в Институте физики высоких энергий (ИФВЭ) в подмосковном городе Протвино, где тогда вводился в строй крупнейший в мире кольцевой ускоритель протонов на энергию 76 Гэв. В качестве инжектора синхротрона, отдел В. А. Теплякова разработал линейный ускоритель на 30 МэВ с высокочастотной квадрупольной фокусировкой, получившей в западной литературе обозначение RFQ (Radio-Frequency Quadrupole). УРАЛ-30 (Ускоритель Резонансный Автофокусирующий Линейный) был сдан в эксплуатацию в 1983 году и с тех пор работает в составе ускорительного комплекса ИФВЭ. За эту работу В. А. Теплякову и И. М. Капчинскому, разработавшему теорию движения частиц в ускорителе, была присуждена Ленинская премия 1988 года. Благодаря технологичности и малым размерам, линейные ускорители на основе RFQ быстро завоевали популярность во всем мире и заменили собой классические ускорители по схеме Луиса Альвареса (американского физика, нобелевского лауреата 1968 года).